# Christit
Christit ist ein sehr selten vorkommendes Thallium-Quecksilber-Mineral mit der chemischen Zusammensetzung TlHg[AsS3] und damit chemisch gesehen ein Thallium-Quecksilber-Arsenid. Aufgrund der chemischen Verwandtschaft der Arsenide mit den Sulfiden gehört der Christit zur Mineralklasse der „Sulfide und Sulfosalze“.
Christit kristallisiert im monoklinen Kristallsystem, konnte aber bisher nur in Form kleiner, wenig entwickelter Kristallkörner bis etwa einem Millimeter Größe gefunden werden. Das Mineral ist durchscheinend bis undurchsichtig und von helloranger bis dunkel-karminroter Farbe. Sie ähnelt der von Realgar, ist aber dunkler. Auf der Strichtafel hinterlässt Christit einen hellorangen bis gelben Strich.

## Etymologie und Geschichte
Erstmals entdeckt wurde Christit in der „Carlin Gold Mine“ bei Elko im Lynn District, Eureka County im US-Bundesstaat Nevada. Beschrieben wurde das Mineral 1977 von Arthur S. Radtke, Frank W. Dickson, John F. Slack und Kevin L. Brown, die das Mineral nach Charles Louis Christ (1916–1980) benannten, um seine herausragenden Beiträge auf den Gebieten der Kristallographie, Mineralogie und Geochemie zu würdigen.

## Klassifikation
In der veralteten 8. Auflage der Mineralsystematik nach Strunz war der Christit noch nicht aufgeführt.
In der zuletzt 2018 überarbeiteten Lapis-Systematik nach Stefan Weiß, die formal auf der alten Systematik von Karl Hugo Strunz in der 8. Auflage basiert, erhielt das Mineral die System- und Mineralnummer II/E.12-030. Dies entspricht der Klasse der „Sulfide und Sulfosalze“ und dort der Abteilung „Sulfosalze (S : As,Sb,Bi = x)“, wo Christit zusammen mit Arsiccioit, Ellisit, Erniggliit, Ferrostalderit, Hatchit, Laffittit, Raberit, Ralphcannonit, Routhierit, Sicherit, Spaltiit, Stalderit und Wallisit eine unbenannte Gruppe mit der Systemnummer II/E.12 bildet.
Die von der International Mineralogical Association (IMA) zuletzt 2009 aktualisierte 9. Auflage der Strunz’schen Mineralsystematik ordnet den Christit in die Klasse der „Sulfide und Sulfosalze (Sulfide, Selenide, Telluride, Arsenide, Antimonide, Bismutide, Sulfarsenide, Sulfantimonide, Sulfbismutide)“ und dort in die Abteilung „Sulfosalze mit SnS als Vorbild“ ein. Hier ist das Mineral in der Unterabteilung „Mit Thallium (Tl)“ zu finden, wo es als einziges Mitglied eine unbenannte Gruppe mit der Systemnummer 2.HD.15 bildet.
In der vorwiegend im englischen Sprachraum gebräuchlichen Systematik der Minerale nach Dana hat Christit die System- und Mineralnummer 03.04.10.01. Das entspricht der Klasse der „Sulfide und Sulfosalze“ und dort der Abteilung „Sulfosalze“. Hier findet er sich innerhalb der Unterabteilung „Sulfosalze mit dem Verhältnis 3 > z/y und der Zusammensetzung (A+)i (A2+)j [ByCz], A = Metalle, B = Halbmetalle, C = Nichtmetalle“ in einer unbenannten Gruppe mit der Systemnummer 03.04.10, in der auch Laffittit und Daliranit eingeordnet sind.

## Kristallstruktur
Christit kristallisiert monoklin in der Raumgruppe P21/n (Raumgruppen-Nr. 14, Stellung 2) mit den Gitterparametern a = 6,11 Å; b = 16,19 Å; c = 16,19 Å und β = 96,7° sowie 4 Formeleinheiten pro Elementarzelle.
Die Struktur besteht aus AsS3-Pyramiden, die durch HgS4-Tetraeder zu einer zweidimensionalen Schicht parallel {010} verbunden sind. Die Thallium-Atome liegen zwischen den Schichten und halten diese durch schwache Bindungen zusammen, was auch die beobachtete vollkommene Spaltbarkeit nach {010} erklärt.

## Bildung und Fundorte
Christit bildet sich meist mit Realgar, Auripigment und Lorándit vergesellschaftet in hydrothermalen Baryt-Adern sowie in mineralisierten, kohlenstoffhaltigen und schlammigen Dolomitgesteinen und in thallium-reichen Erzlinsen in schichtgebundenen Quecksilberablagerungen. Weitere Begleitminerale sind unter anderem Getchellit, Markasit und Pyrit.
Da Christit zu den sehr seltenen Mineralbildungen gehört, konnte er bisher (Stand: 2018) nur in wenigen Proben aus weniger als 10 Fundorten dokumentiert werden. Neben seiner Typlokalität „Carlin Gold Mine“ bei Elko trat das Mineral in den USA noch in der „Getchell Mine“ bei Adam Peak im Humboldt County (Nevada), in der Lanmuchang Tl-(Hg)-Lagerstätte im Kreis Xingren in der chinesischen Provinz Guizhou, in der „Zareh Shuran Mine“ bei Takab in der iranischen Provinz West-Aserbaidschan sowie bei Allchar (Alsar) im mazedonischen Bezirk Roszdan.